# Underup Sogn
Underup Sogn er et sogn i Horsens Provsti (Århus Stift).
I 1800-tallet var Underup Sogn anneks til Nim Sogn. Begge sogne hørte til Nim Herred i Skanderborg Amt. Nim-Underup sognekommune blev ved kommunalreformen i 1970 indlemmet i Horsens Kommune.
I Underup Sogn ligger Underup Kirke.
I sognet findes følgende autoriserede stednavne:
- Møgelbjerg (areal)
- Nørreskov (areal)
- Sudkær (bebyggelse)
- Torp (bebyggelse, ejerlav)
- Underup (bebyggelse, ejerlav)
- Vestermark (bebyggelse)
- Vorbjerg (bebyggelse, ejerlav)
- Vorbjerg Bakker (areal)
- Vorbjerg Mark (bebyggelse)